# Продольная долина

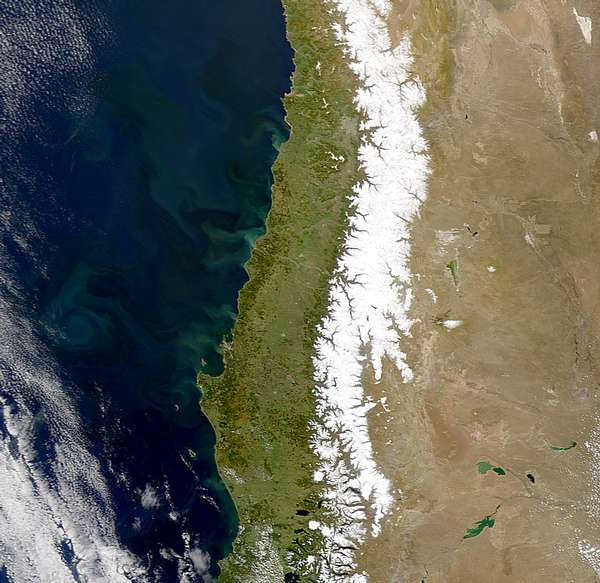

Продо́льная доли́на расположена к югу от Сантьяго. Относится к экорегиону Чилийский маторраль, находится между Береговой и Главной Кордильерой Анд, спускающимися параллельно друг другу с севера на юг. Центральная долина имеет длину около 960 км и ширину от 40 до 80 км.
Зима мягкая, лето обычно умеренно жаркое и сухое.
Является одним из наиболее важных сельскохозяйственных районов Чили, в частности очень развито виноградарство и виноделие. Близость к океану и холодному течению Гумбольдта обусловливает умеренный морской климат, со средними температурами, соответствующими Бордо и долине Напа. Более 90 % всех вин, производимых Чили на экспорт, производятся именно здесь.